# United States Congress Joint Committee on Printing
Das Joint Committee on Printing ist ein gemeinsamer Ausschuss des US-Kongresses. In ihm sitzen je zur Hälfte Mitglieder des Senats und des Repräsentantenhauses. Es überwacht die Arbeit des Government Printing Office, das für alle Veröffentlichungen der Bundesregierung der USA im Druck und in Datenbanken zuständig ist. Dies umfasst die verschiedenen Formen des Gesetzblatts mit Gesetzen und Verordnungen, die Unterlagen des Gesetzgebungsprozesses im Congressional Record, das Amtsblatt Federal Register sowie die Reisepässe der Vereinigten Staaten und einige untergeordnete Publikationen. Die Rechtsgrundlage der Tätigkeit ist Titel 44 des United States Code.
Bis zur Zusammenlegung durch den Legislative Reorganization Act von 1946 gab es getrennte Ausschüsse von Senat und Repräsentantenhaus für diese Aufgabe.

## Mitglieder
Jede Kammer des Kongresses stellt fünf Abgeordnete im Ausschuss. Dies sind der Vorsitzende und vier Mitglieder des Senate Committee on Rules and Administration sowie der Vorsitzende und vier Mitglieder des House Committee on House Administration. Der Vorsitz wechselt alle zwei Jahre zwischen einem Senator und einem Repräsentantenhausabgeordneten. In geraden Kongressen liegt der Vorsitz bei einem Vertreter des Repräsentantenhauses und in ungeraden bei einem Vertreter des Senats.

### Mitglieder im 117. Kongress
Im 117. Kongress besteht der Ausschuss aus 6 Demokraten und 4 Republikanern. Ausschussvorsitzende (Chair) ist derzeit die Minnesota vertretende Demokratische Senatorin Amy Jean Klobuchar. Den Vize-Vorsitz übt die ebenfalls Demokratische Abgeordnete des Repräsentantenhauses Susan Ellen Lofgren aus Kalifornien aus.
|                    | Demokraten                                                                             | Republikaner                                               |
| Senat              | - Amy Jean Klobuchar, Vorsitz - Angus Stanley King Jr. - Alejandro Padilla             | - Roy Dean Blunt - Roger Frederick Wicker                  |
| Repräsentantenhaus | - Susan Ellen Lofgren, Vize Vorsitz - Jamin Ben Raskin - Teresa Isabel Leger Fernandez | - Rodney Lee Davis, Ranking Member - Barry Dean Loudermilk |